# Reihen und Streichen
Reihen und Streichen ist bei Parlamentswahlen in manchen Staaten eine Möglichkeit, dass die Wähler auf die Wahl der Abgeordneten einer Parteiliste Einfluss nehmen können. In Österreich beispielsweise bot das Wahlrecht diese Möglichkeit von 1949 bis Anfang der 1970er Jahre.
Da eine Umreihung die Auswertung der Stimmen durch die Wahlkommission um vieles komplizierter macht, sehen die meisten Wahlordnungen nur die Streichung von Wahlkandidaten vor.